# Лауреаты Сталинской премии в области литературы и искусства (1943)
В 1943 году были названы лауреаты премии за 1942 год в Постановлении Совета Народных Комиссаров СССР «О присуждении Сталинских премий за выдающиеся работы в области искусства и литературы за 1942 год» (опубликовано в газете «Известия» 20 марта 1943 года).

## а. Музыка

### I. Крупные музыкально-сценические и вокальные произведения (опера, балет, оратория, кантата)
Первая степень — 100 000 рублей
1. Коваль (Ковалёв) Мариан Викторович — за оперу «Емельян Пугачёв» (1942)
2. Хачатурян, Арам Ильич — за музыку балета «Гаянэ» (1942)

### II. Крупные инструментальные произведения
Первая степень — 100 000 рублей
1. Шебалин, Виссарион Яковлевич — за «Славянский квартет»

Вторая степень — 50 000 рублей
1. Прокофьев, Сергей Сергеевич — за 7-ю сонату
2. Ашрафи, Мухтар Ашрафович — за «Героическую симфонию» (1942)

### III. Произведения малых форм
Вторая степень — 50 000 рублей
1. Иванов-Радкевич, Николай Павлович — за военные марши «Капитан Гастелло», «Народные мстители», «Родная Москва», «Победный марш»
2. Соловьёв-Седой (Соловьёв) Василий Павлович — за песни «Вечер на рейде», «Играй, мой баян…», «Песня мщения»

### IV. Концертно-исполнительская деятельность
Первая степень — 100 000 рублей
1. Софроницкий, Владимир Владимирович, пианист
2. Ойстрах Давид Фёдорович (Фишелевич), профессор МГК имени П. И. Чайковского, скрипач

Вторая степень — 50 000 рублей
1. Оборин, Лев Николаевич, профессор МГК имени П. И. Чайковского, пианист

## б. Живопись
Первая степень — 100 000 рублей
1. Герасимов, Александр Михайлович — за картину «Гимн Октябрю» (1942)
2. Яковлев Василий Николаевич — за портрет Героя Советского Союза В. Н. Яковлева (1941) и «Портрет партизана» (1942)

Вторая степень — 50 000 рублей
1. Жуков, Николай Николаевич — за серию рисунков о Красной Армии и за иллюстрации для альбома «Маркс и Энгельс»
2. Шмаринов, Дементий Алексеевич — за серию графических произведений «Не забудем, не простим» (1942)

## в. Скульптура
Первая степень — 100 000 рублей
1. Мерабишвили, Константин Михайлович — за памятник Шота Руставели в Тбилиси (1942)
2. Манизер, Матвей Генрихович — за скульптурную фигуру «Зоя Космодемьянская» (1942)

Вторая степень — 50 000 рублей
1. Мухина, Вера Игнатьевна — за скульптурные портреты героев отечественной войны — полковников Б. А. Юсупова и И. Л. Хижняка (1942)

## г. Театрально-драматическое искусство
Первая степень — 100 000 рублей
1. Симонов, Рубен Николаевич — за исполнение заглавных ролей в спектаклях «Олеко Дундич» А. Г. Ржешевского и М. А. Каца и «Сирано де Бержерак» Э. Ростана, поставленных на сцене МАДТ имени Е. Б. Вахтангова
2. Попов, Алексей Дмитриевич — за постановку спектакля «Давным — давно» А. К. Гладкова на сцене ЦТКА

Вторая степень — 50 000 рублей
1. Алиев, Мирза Ага Али оглы — за исполнение роли Мешади Гулям Гуссейна в спектакле «Махаббад» на сцене АзАДТ имени М. Азизбекова

## д. Оперное искусство
Первая степень — 100 000 рублей
1. Мелик-Пашаев (Мелик-Пашаян) Александр Шамильевич, постановщик, Захаров, Ростислав Владимирович, балетмейстер, Вильямс, Пётр Владимирович, художник, Батурин, Александр Иосифович, исполнитель заглавной партии, Кругликова, Елена Дмитриевна и Шпиллер, Наталья Дмитриевна, исполнительницы партии Матильды, — за оперный спектакль «Вильгельм Телль» Дж. Россини, поставленный на сцене ГАБТ (1942)
2. Пазовский, Арий Моисеевич, дирижёр, Баратов, Леонид Васильевич, постановщик, Федоровский, Фёдор Фёдорович, художник, — за оперный спектакль «Емельян Пугачёв» М. В. Коваля, поставленный на сцене ЛАТОБ имени С. М. Кирова

## е. Художественная кинематография
Первая степень — 100 000 рублей
1. Чиаурели, Михаил Эдишерович, режиссёр, Хорава, Акакий Алексеевич, исполнитель заглавной роли, Анджапаридзе (Верико) Вера Ивлиановна, исполнительница роли Русудан — за 1-ю серию фильма «Георгий Саакадзе» (1942), снятую на Тбилисской киностудии

Вторая степень — 50 000 рублей
1. Габрилович Евгений Иосифович (Осипович), сценарист, Райзман, Юлий Яковлевич, режиссёр, Караваева, Валентина Ивановна, исполнительница роли Марии Степановой, — за фильм «Машенька» (1942), снятую на киностудии «Мосфильм»
2. Пырьев, Иван Александрович, режиссёр, Ванин, Василий Васильевич, исполнитель роли Степана Гавриловича Кочета, — за фильм «Секретарь райкома» (1942), снятую на ЦОКС

## ж. Хроникально-документальная кинематография
Первая степень — 100 000 рублей
1. Варламов, Леонид Васильевич, режиссёр; Вакар, Борис Васильевич, Козаков, Абрам Наумович, Орлянкин, Валентин Иванович, Софьин, Авенир Петрович, операторы, — за кинокартину «Сталинград» (1942—1943), снятую на Центральной студии кинохроники
2. Соловцов, Валерий Михайлович, режиссёр; Богоров, Ансельм Львович, Погорелый, Анатолий Иванович, Страдин, Владимир Иванович, Учитель, Ефим Юльевич, операторы, — за кинокартину «Ленинград в борьбе» (1942), снятую на Ленинградской студии кинохроники

Вторая степень — 50 000 рублей
1. Беляев, Василий Николаевич, режиссёр; Короткевич Фёдор Григорьевич, Микоша, Владислав Владиславович, Рымарев, Дмитрий Георгиевич, операторы, — за кинокартину «Черноморцы» (1942)
2. Беляков, Иван Иванович, Бунимович, Теодор Захарович, Вейнерович, Иосиф Наумович, Доброницкий, Виктор Васильевич, Ибрагимов, Давид Михайлович, операторы, — за фронтовые съёмки для «Союзкиножурналов» 1942 года

## з. Художественная проза
Первая степень — 100 000 рублей
1. Толстой, Алексей Николаевич, д. ч. АН СССР, — за трилогию «Хождение по мукам»
2. Василевская, Ванда Львовна — за повесть «Радуга» (1942)

Вторая степень — 50 000 рублей
1. Бажов, Павел Петрович — за книгу «Малахитовая шкатулка» (1939)
2. Соболев, Леонид Сергеевич — за сборник рассказов «Морская душа» (1942)

## и. Поэзия
Первая степень — 100 000 рублей
1. Рыльский, Максим Фаддеевич — за сборники стихов: «Слово про рідну матір», «Світова зоря», «Світла зброя» и поэму «Мандрівка в молодість»
2. Исаковский, Михаил Васильевич — за тексты общеизвестных песен: «Шёл со службы пограничник…», «Провожание», «И кто его знает…», «Катюша» и другие

Вторая степень — 50 000 рублей
1. Алигер (Зейлигер) Маргарита Иосифовна — за поэму «Зоя» (1942)

## к. Драматургия
Первая степень — 100 000 рублей
1. Корнейчук, Александр Евдокимович — за пьесу «Фронт» (1942)
2. Леонов, Леонид Максимович — за пьесу «Нашествие» (1942)

Вторая степень — 50 000 рублей
1. Симонов Константин (Кирилл) Михайлович — за пьесу «Русские люди» (1941—1942)

## л. За многолетние выдающиеся достижения в области искусства и литературы
Первая степень — 100 000 рублей
1. Немирович-Данченко, Владимир Иванович
2. Качалов (Шверубович) Василий Иванович
3. Москвин (Тарханов) Иван Михайлович
4. Книппер-Чехова, Ольга Леонардовна
5. Тарханов, Михаил Михайлович
6. Нежданова, Антонина Васильевна
7. Держинская, Ксения Георгиевна
8. Пирогов, Александр Степанович
9. Обухова, Надежда Андреевна
10. Гельцер, Екатерина Васильевна
11. Яблочкина, Александра Александровна
12. Рыжова, Варвара Николаевна
13. Пашенная, Вера Николаевна
14. Остужев (Пожаров) Александр Алексеевич
15. Садовский Пров Михайлович
16. Турчанинова, Евдокия Дмитриевна
17. Корчагина-Александровская, Екатерина Павловна
18. Юрьев, Юрий Михайлович
19. Мичурина-Самойлова, Вера Аркадьевна
20. Юон, Константин Фёдорович
21. Кончаловский, Пётр Петрович
22. Вересаев (Смидович) Викентий Викентьевич
23. Серафимович (Попов) Александр Серафимович

Вторая степень — 50 000 рублей
1. Асафьев, Борис Владимирович (Игорь Глебов)
2. Павлов, Иван Николаевич
3. Бакшеев, Василий Николаевич
4. Лансере, Евгений Евгеньевич
5. Ханаев, Никандр Сергеевич
6. Шевченко, Фаина Васильевна